# Boris Kochan
Boris Kochan (* 7. Juli 1962 in Berlin) ist ein deutscher Designer und Unternehmer, Moderator, Kurator und Publizist. Er ist Präsident des Deutschen Designtags und Präsident der GRANSHAN Foundation, Gründer und langjähriger Geschäftsführer der Branding- und Designagentur Kochan & Partner, Inhaber und Prokurist beim prokonVERLAG sowie Herausgeber und Chefredakteur eines Newsletter-Magazins.

## Leben und beruflicher Werdegang
Boris Kochan ist der Sohn des Berliner Hochschullehrers für Didaktik der deutschen Sprache und Literatur, Detlef C. Kochan und der Diplom-Bibliothekarin und späteren Geschäftsführerin der Kreisgruppe München des Paritätischen Wohlfahrtsverbandes sowie des Bayerischen Mütterdiensts, heute Frauenwerk Stein e.V., Helga Erika Kochan-Döderlein. Während seiner Schulzeit engagierte er sich in der Schülermitverantwortung und für die Schülerzeitung des Adolf-Weber-Gymnasiums München – über die darüber gewonnenen Kontakte begann er 1977/78, parallel zur Schule, im grafischen Kollektiv des Grafikers und Kunstpädagogen Wieland Sternagel Zeitschriftengestaltung und Typografie zu lernen.
Noch als Schüler gründete er 1981 mit Freunden ein Grafik- und Textbüro, erweiterte dieses zwei Jahre später – nach seinem Abitur – um Satz und Litho, 1989 um Zelig-Druck und 1995 um die Interactive-Unit peppermind. Heute ist die Agentur als Kochan & Partner mit rund 50 Mitarbeitenden in München und einer Außenstelle in Berlin als Branding- und Designagentur eine der 15 größten inhabergeführten CD/CI-Agenturen in Deutschland. Ende 2022 übergab Boris Kochan nach über 40 Jahren Geschäftsführung die unternehmerische Verantwortung an Markus Greve und Martin Summ. Er bleibt dem Unternehmen als Mehrheitsgesellschafter und Senior Advisor verbunden und betreut insbesondere den langjährigen Auftraggeber Studiosus Reisen weiter.
1992 gründete er gemeinsam mit dem Weinhändler und Verleger Eberhard Spangenberg den deutschen Ableger der internationalen Bewegung für genussvolles, bewusstes und regionales Essen, den Slow Food Deutschland e.V. Von 1995 bis 2000 war Boris Kochan Vorsitzender des auf Kinder- und Jugendarbeit spezialisierten Münchner Vereins Arbeitsgruppe Buhlstraße e.V. 
Seit Mitte der 2000er Jahre engagiert sich Kochan für Dialog und Bildung zur Förderung der Qualität in der Kommunikationsbranchen und für die Interessenvertretung des Designs gegenüber Politik und anderen Wirtschaftszweigen. So war er von 2007 bis 2014 Erster Vorsitzender der Typographischen Gesellschaft München. In dieser Zeit sind drei Projekte entstanden, die in den Folgejahren zu eigenen Vereinen wurden: die GRANSHAN Foundation e.V., die EDCH Foundation e.V. und die Initiative Deutscher Designverbände e.V. (iDD), heute Deutscher Designtag e.V.

### Deutscher Designtag
Boris Kochan leitet die Dachorganisation der bundesweit ausgerichteten Fach- und Berufsverbände sowie Institutionen des Designs in Deutschland, den Deutschen Designtag als Präsident. Der Deutsche Designtag e.V. repräsentiert 360.000 Designer und 60.000 Designunternehmen in Deutschland gegenüber der Regierung und der Verwaltung des Bundes, der Länder und der Europäischen Union in allen übergreifenden designpolitischen Angelegenheiten. Der Deutsche Designtag e.V. vertritt die Branche Design in politischen Gremien, zum Beispiel als Sektion Design im Deutschen Kulturrat sowie gegenüber der Initiative Kultur- und Kreativwirtschaft. Er fördert Designverständnis und steht für den Wert, den Design für den Fortschritt von Unternehmen und Organisationen, von Gesellschaft und Kultur leistet.

### Deutscher Kulturrat
Im Deutschen Kulturrat vertritt Boris Kochan den Deutschen Designtag e.V. und damit die Sektion Design seit 2016 als Sprecher. Von 2019 bis 2025 war er auch Vizepräsident dieses Spitzenverbandes der deutschen Kulturverbände, der sich als Ansprechpartner der Politik und Verwaltung des Bundes, der Länder und der Europäischen Union in allen die einzelnen Sparten des Deutschen Kulturrates übergreifenden kulturpolitischen Angelegenheiten versteht.

### GRANSHAN
Boris Kochan ist Gründungspräsident der 2017 aus einem Kollaborationsprojekt zwischen der Typographischen Gesellschaft München e.V. und dem armenischen Kultusministerium hervorgegangenen GRANSHAN Foundation e.V. Als internationales Projekt, das sich weltweit für globale visuelle Identität und nicht-lateinische Schriftarten und Typografie, Design und Kommunikation engagiert, unterstützt GRANSHAN Gesellschaften, Kulturen und Unternehmen bei der Weiterentwicklung zwischen lokalen, regionalen und globalen Anforderungen. Dafür veranstaltet GRANSHAN regelmäßig internationale Konferenzen und einen mittlerweile alle zwei Jahre stattfindenden Wettbewerb speziell für nicht-lateinische Schriften. Der Name GR – A – NSHAN bezieht sich auf die armenischen Wurzeln des Projekts: Am ehesten lässt sich der Begriff mit »Schreiben eines Symbols« übersetzen.

### EDCH
2011 initiierte Kochan gemeinsam mit dem Art Director, Autor und Verleger Horst Moser die jährlich abgehaltene internationale Editorial Design Konferenz QVED, später EDCH. Bis 2020 war die Konferenz der Ort für fachlichen Austausch und Inspiration für Experten und Interessierte aus Design, Journalismus, Fotografie und dem Verlagswesen aus aller Welt. Ursprünglich als Projekt der Typographischen Gesellschaft München (tgm) gestartet, hat ab 2017 die dafür eigens gegründete EDCH Foundation e.V. die Konferenz als Non-Profit-Projekt fortgesetzt. Seit Gründung fungierte Boris Kochan als Präsident und hatte gemeinsam mit Horst Moser sowie weiteren Kollegen die Konzeption und Kuratierung der Konferenzen verantwortet.

### Privat
Boris Kochan ist Vater eines im Jahr 2000 geborenen Sohnes und Stiefvater einer 1987 geborenen Tochter.

## Design- und kreativwirtschaftliche Vertretungen
- Präsident Deutscher Designtag e.V. – Dachorganisation der bundesweit ausgerichteten Fach- und Berufsverbände sowie Institutionen des Designs in Deutschland
- Vizepräsident und Sprecher der Sektion Design, Vorsitzender des Expertenausschusses Digitalisierung/KI, Deutscher Kulturrat e.V. – Spitzenverband der Bundeskulturverbände in Deutschland
- Delegierter des Deutschen Designtags bei k3d, der "koalition kultur- und kreativwirtschaft in deutschland"[15]
- Präsident der GRANSHAN Foundation e.V.[16] – Projekt für nicht-lateinische Typographie und Schriften
- Präsident, Initiator und Kurator der EDCH Foundation e.V. – The Editorial Project and Conference
- Vorsitzender des Beirats und Ehrenmitglied, tgm – Typographische Gesellschaft München e.V.
- German Liaison Committee des TDC – Type Directors Club of New York
- Beiratsmitglied der MCBW – Munich Creative Business Week[17]
- Mitglied im Stiftungsrat der Stiftung Lesen
- Delegierter des Deutschen Kulturrats als Corresponding Member, Institut für Auslandsbeziehungen e.V. (ifa)
- Mitglied des Medienrats der RTL Deutschland GmbH[18]

## Veröffentlichungen (Auswahl)
- Boris Kochan: Politisiert Euch! (Design Diskurs), veröffentlicht am 5. September 2020 auf ddc.de
- Boris Kochan. Fons Hickmann, Rolf Mehnert, Daniel Rothaug, Raban Ruddigkeit und Jochen Theurer: Von erfolgreichen Designern lernen : Trends und Standards im Grafikdesign (= Galileo Design). 1.  Auflage. Galileo Press, Bonn 2014, ISBN 978-3-8362-2540-3.
- Sandra Hachmann, Andreas Lech, Christian Ruzicska u. a.: Moments never return. Hrsg.: Boris Kochan. Prokon-Verlag, München 2013, ISBN 978-3-932317-18-7. (Herausgeber, Vorwort)
- Boris Kochan, Herbert Lechner, Gabriele Werner: inc.fish: logogram. Prokon-Verlag, München 2004, ISBN 978-3-932317-14-9.